# Mecatecno
Mecatecno fou una marca catalana de motocicletes, fabricades entre 1978 i 1983 a Martorelles, Vallès Oriental, i entre 1983 i 1989 a Lliçà de Vall. La marca retornà el 2011, més de vint anys després del tancament de l'empresa, quan la societat Stalber Corporation la recuperà i reprengué l'activitat a Martorelles, aquesta vegada dedicada a la fabricació de motocicletes elèctriques de trial per a nens.

## Història

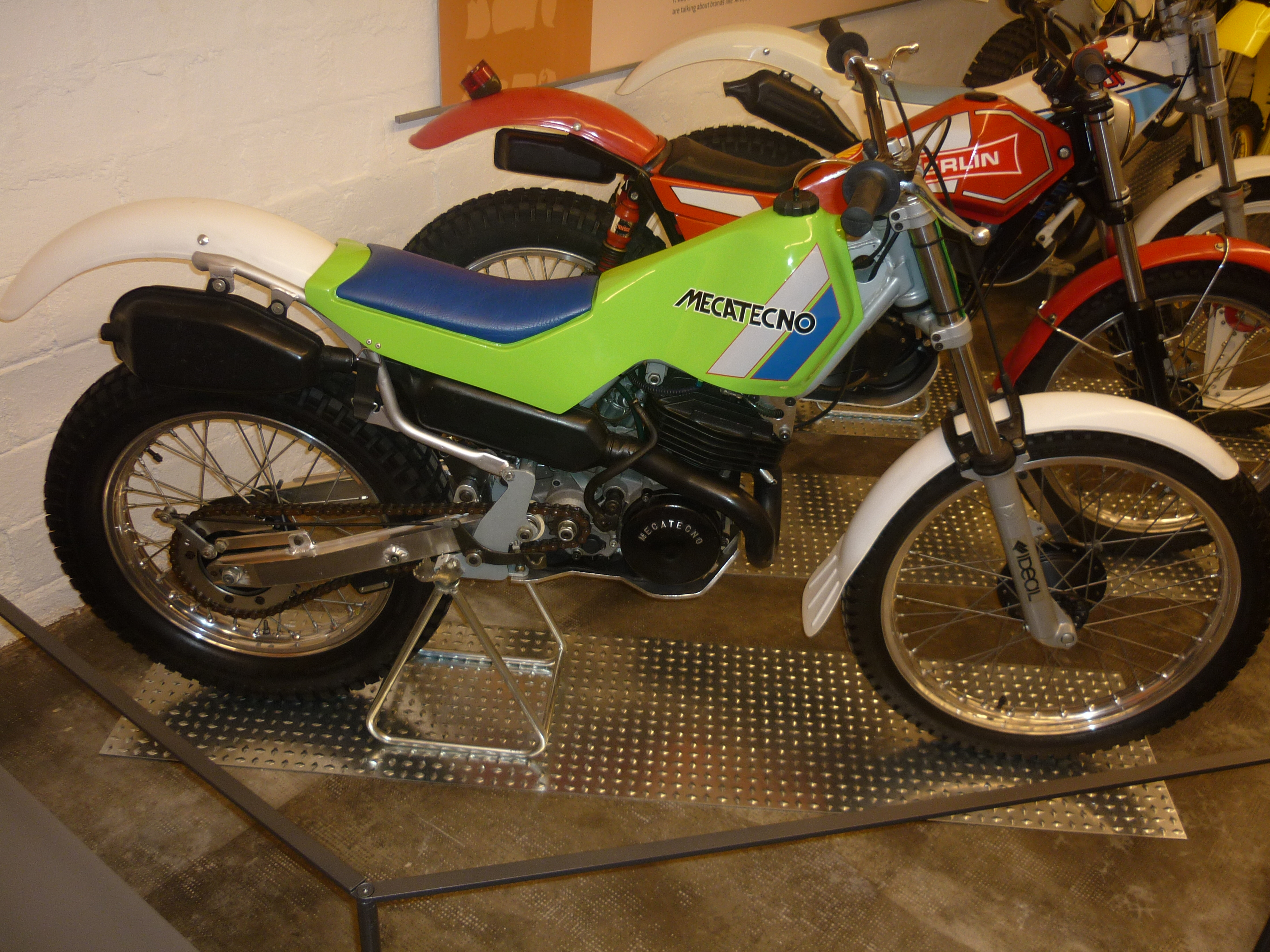
Mecatecno MR 326 de 1985

L'empresa fou fundada per Jordi Rabasa -fill de Josep Rabasa i, per tant, cosí germà del directiu de Derbi Andreu Rabasa- juntament amb Ramon Mira i Joan Ruiz. Al començament, Mecatecno fabricava només minimotos amb motor italià Franco Morini i solucions capdavanteres. Més endavant començà a fabricar ciclomotors en versions diverses, i a començaments dels anys 80 intentà fer-se un lloc en el mercat del trial, amb un prototipus molt prometedor.

### Trial
La Mecatecno de trial (inicialment dotada del motor Fantic de la moto particular de Jordi Rabasa) fou confiada a la fi de 1980 a un jove pilot, Marcel·lí Corchs, qui amb prou feines tenia catorze o quinze anys i havia estat descobert per Rabasa. A partir de 1981 i fins a 1984, Corchs i Mecatecno formaren un duet capdavanter en les competicions de trial, essent tant l'un com l'altra les revelacions del Campionat d'Espanya. Malauradament, la història acabà de forma tràgica amb la mort de Corchs en accident d'automòbil el juliol de 1984, quan anava a Santander per a competir en un trial.
Amb el temps, altres pilots de renom prengueren el relleu de Corchs: Gabino Renales i Lluís Gallach, alhora que la moto anava evolucionant i incorporava un motor de fabricació pròpia amb vàlvula rotativa, fins que finalment s'abandonà el projecte cap a 1989.